# Anestia
Genre
Anestia est un genre de lépidoptères (papillons) de la famille des Erebidae et de la sous-famille des Arctiinae. 
Il comporte deux espèces, endémiques d'Australie :
- Anestia ombrophanes Meyrick, 1886
- Anestia semiochrea (Butler, 1886)